# 1-Méthylguanosine
La 1-méthylguanosine (m1G) est un nucléoside dont la base nucléique est un dérivé méthylé de la guanine, l'ose étant le β-D-ribofuranose. Elle est présente naturellement dans certains ARN de transfert et ARN ribosomiques ; un résidu de m1G se trouve par exemple en position 9 de l'ARNtAla, entre le bras accepteur et le bras du dihydrouracile :

ARNt d'alanine chez la levure. La 1-méthylguanosine est notée m1G.

La méthylation de la guanine sur l'atome d'azote 1 rend impossible la formation d'une paire de bases Watson-Crick.